# Естафета Олімпійського вогню літніх Олімпійських ігор 2012
Естафета Олімпійського вогню літніх Олімпійських ігор 2012 проводилася з 19 травня по 27 липня 2012 року, аж до самого початку Олімпійських ігор. Точний список смолоскипоносців був оголошений 18 травня.
Хоча тур і йшов здебільшого по території Сполученого Королівства, були також відвідані коронні землі — Джерсі, Гернсі і острів Мен — і Республіка Ірландія.

## Організація
Традиційна церемонія отримання вогню відбулася 10 травня 2012 року в храмі Гери на Олімпі, батьківщині Античних Олімпійських ігор. Смолоскип пройшов естафету по Греції і прибув на стадіон Панатінаїкос в Афінах 17 травня для церемонії передачі.
Естафета передачі олімпійського вогню тривала 70 днів з 66 вечірніми святковими церемоніями, відвідуванням шести островів. Смолоскип несло близько 8000 чоловік, які пронесли смолоскип в цілому близько 12 800 кілометрів, починаючи від Лендс-Енд в Корнуоллі. смолоскип на один день залишив територію Великої Британії, коли його доставили в Дублін 6 червня. Маршрут естафети проходив в основному через місця розташування національних пам'ятників, місць з важливим спортивним значенням, місць проведення важливих спортивних подій, шкіл, зареєстрованих в Get Set School Network, місця важливих зелених насаджень та з широким біологічним розмаїттям, міст з великими екранами для трансляції подій Олімпіади, місць проведення фестивалів та інших заходів.
95 % людей які несли смолоскип по одній годині — це були мешканці Великої Британії. Це зроблено для допомоги спадщини лондонській олімпіади 2012, залучаючи в процес школярів, місцевих знаменитостей і місцевих жителів.
Для участі в тримісячної естафеті ЛОКОПІ місцева влада представили заявки в регіональні органи влади та LOCOG до травня 2010 року, як наприклад, влади міста Оксфордшир. Проте влада деяких адміністративних одиниць, таких як Сомерсет, відмовилися від ідеї участі на підставі витрат, таких як витрати на блокування доріг, посилаючись на суми витрат місцевому бюджету до 300 000 фунтів стерлінгів.
26 травня 2010 була оголошена дата початку естафети, разом із трьома партнерами заходу — Coca-Cola, Lloyds TSB і Samsung. 18 травня 2011 була оголошена акція під назвою «Момент світити» по публічній номінації на можливість стати смолоскипоносцем, давши людям по усій Великій Британії можливість взяти участь в естафеті зворотного відліку до початку Ігор 2012 у Лондоні

### Подорож до Великої Британії

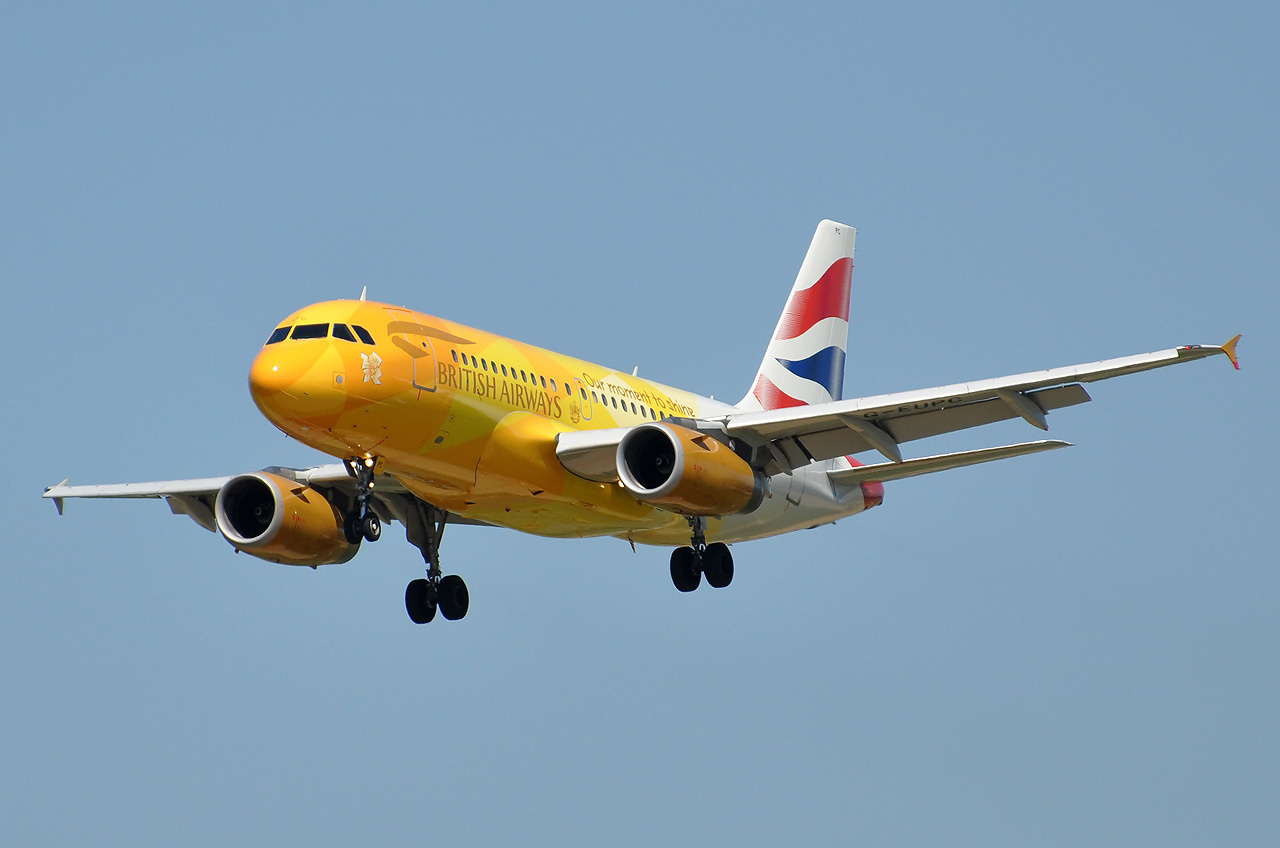
Спеціально пофарбований Airbus A319 British Airways несе олімпійський вогонь із Греції до Великої Британії

Мер Лондона Боріс Джонсон, лорд Коу, Девід Бекхем були серед 80 осіб, включаючи і групу підлітків: регбіста Денніса Коулза з Східного Ейршир, що представляє Шотландію; хокеїстка Хлоя Браун з Бангора, що представляє Північну Ірландію; атлета Шона Уайта з Суонсі, що представляє Уельс; хокеїста Джорджа Хіггса з Корнуолл а й Сакінаха Мухаммада з Хакні, що представляє Лондон.
16 травня 2012 Airbus A319 авіакомпанії British Airways з спеціальною золотою лівреях під назвою «Світлячок» (англ. The Firefly) вилетів з аеропорту Хітроу в Афіни, щоб забрати вогонь. 18 травня 2012 літак вилетів як борт BA2012 з Афін на авіабазу RNAS Culdrose в Корнуоллі несучи на борту Олімпійський вогонь. Полум'я не гасили в польоті, він був класифікований Civil Aviation Authority як «церемоніальний вогонь», що дало дозвіл на транспортування його не гасячи. Вогонь був представлений чотирма лампами Деві, жорстко прикріплених до корпусу. У них було достатньо палива для продовження горіння протягом 30 годин..
Після ночівлі на авіабазі RNAS Culdrose вертоліт Sea King 771 ескадрилья військово-морської авіації Великої Британії переніс Олімпійський вогонь на Лендс-Енд, де почалася естафета. Олімпієць, зірка парусного спорту Бен Ейнслі біг найперший етап естафети.

## Смолоскип
Олімпійські смолоскипи має оболонку з алюмінієвого сплаву, перфоровану 8000 круглими отворами, які представляють 8000 смолоскипоносців, які несли вогонь; отвори також допомагають швидкому розсіюванню тепла, не дозволяючи нагріватися ручці, а також може використовуватися як додаткова ручка для перенесення. Трикутна форма смолоскипа означає:
- Три олімпійські цінності — повага, технічна досконалість і дружба;
- Олімпійський девіз — швидше, вище, сильніше;
- Три британських олімпіади (1908, 1948 і 2012 років);
- Концепція Олімпійських ігор 2012 — спорт, освіта та культура.

Колір смолоскипа — золотий, він символізує якості Олімпійського вогню — яскравість і тепло вогню, що несе світло. Смолоскип був розроблений Едвардом Барбером і Джеєм Осгербі. Він має 80 сантиметрів заввишки і важить близько 800 грамів. Смолоскип був протестований майже у всі можливі погодних умовах. Виробництво смолоскипів почалося наприкінці 2011 року.

## Безпека естафети
Смолоскип у населених пунктах супроводжували члени команди спеціально навчених співробітників Metropolitan Police Service (MPS), відомої як Команда безпеки смолоскипа (TST). Вони були вибрані з 644 співробітників після восьмимісячного відбору. Їх основна роль полягає в захисті олімпійського і паралімпійського вогню, а також безпеку проносу смолоскипоносцем полум'я. Однак ці «бігуни» складають тільки одну частину більш широкої команди безпеки смолоскипа, яка складається з мотоциклістів, велосипедистів, старших офіцерів і оперативного планування.

### Інциденти
При естафеті через Лендс-Енд поліцейськими з Команди безпеки смолоскипа був затриманий чоловік, у якого зламалася машина, вирішивши що він намагається досягти смолоскипоносця.
Коли смолоскип проносили через Деррі між поліцією і протестуючими республіканцями виникла сутичка, оскільки останні заблокували запланований маршрут проносу смолоскипа біля Ратуші. Через це вогонь були змушені нести іншим шляхом, щоб досягти Міст світу.
Під час подорожі вогню через Бішоп-Окленд (графство Дарем) його ніс Кіран Максвелл, 13-річний хлопчик з містечка Ньютон-Ейкліфф. Йому було поставлено діагноз саркома Юінга в 2010 році і він втратив частину лівої ноги. У той час як переніс смолоскип в ліву руку, а милицю в праву — він впав, але його швидко підняли на ноги члени Команди безпеки смолоскипа.
Як смолоскип проносили по Хедінглей в Лідс е в натовпі був помічений чоловік із відром води. Ця людина була оперативно затриманий Командою безпеки смолоскипа і не встиг вилити воду на вогонь.
25 червня рух UK Uncut влаштували акції протесту, коли смолоскип проносили повз Королівського госпіталю Хелламшір в Шеффілд е, кампанію проти внесення змін до Національну службу охорони здоров'я.
Чоловік-стрікер був заарештовано 10 липня після бігу перед колоною смолоскипа, коли вона проходила через Хенлі-он-Темза на його спині було написано «Вільний Тибет».
17-річний мусульманин був заарештований 20 липня в Грейвсенд е в Кент е після невдалої спроби захопити смолоскип, кричачи «Аллах Акбар», однак не було ніяких пошкоджень не було нанесено і вогонь продовжив свій шлях.

## Інші способи перенесення смолоскипа

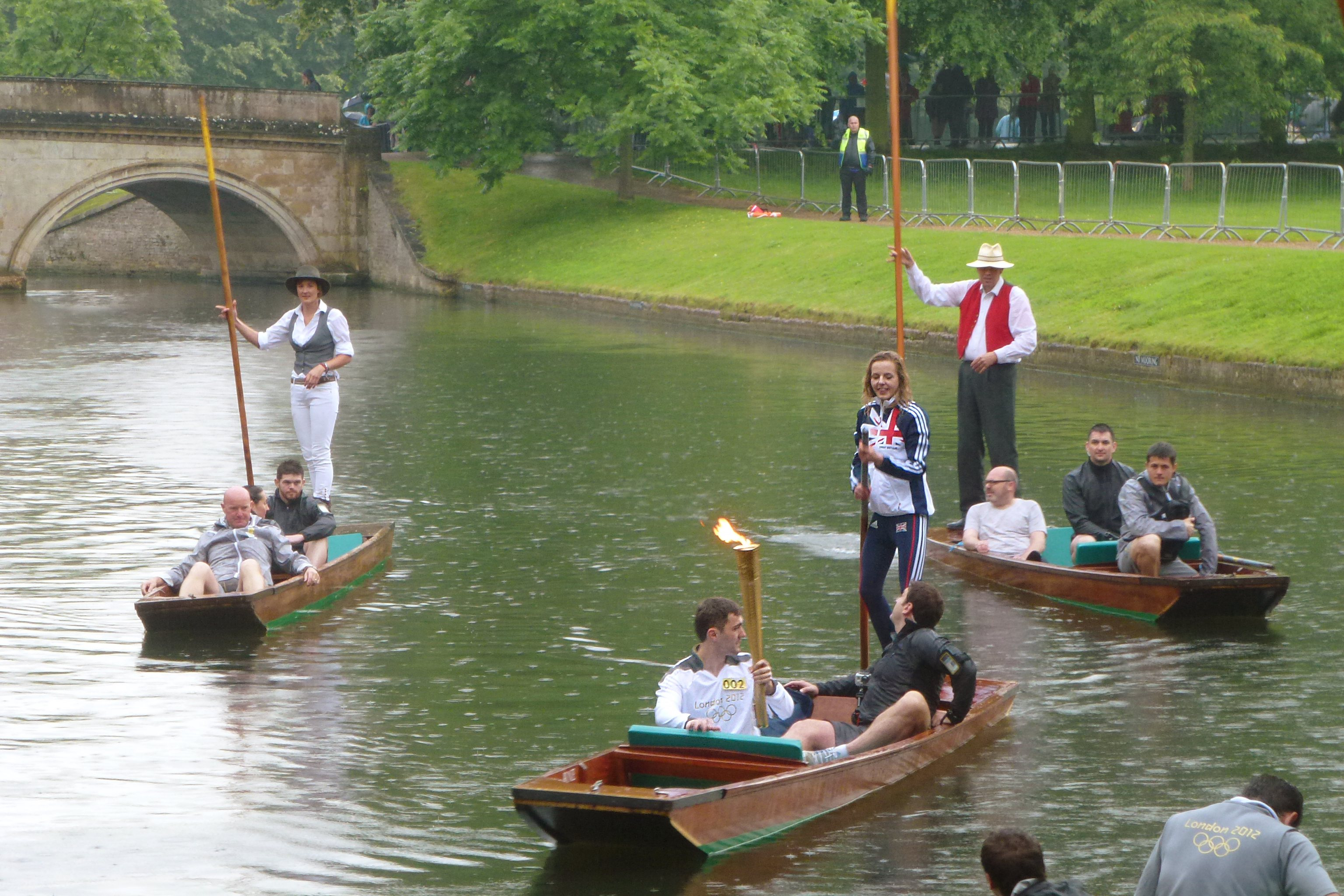
Олімпійський смолоскип час плавання на вниз за течією по річці Кам в Кембридж е

Крім бігунів смолоскип також переміщали в ході естафети та іншими способами, часто в чотирьох лампах Деві.
По воді смолоскип переміщався на моторному човні в Бристольський гавані і в рятувальній шлюпці RNLI через протоку Мена. Було ще неквапливе плавання на поромі Мерсі і на пароплав е MV Tern через озеро Уїндермір. Без використання мотора смолоскип возили на панте вниз за течією по річці Кам в Кембриджі, і на гребний човні по річці Медуей в місті Мейдстон. Його останній відрізок шляху до Олімпійського стадіоні 27 липня пройшов на катері, яким керував футболіст Девід Бекхем, по річці Темза.
По рейках смолоскип везли на паровоз ах різних типів. Паровоз № 6115 «Шотландський гвардієць» типу LMS Royal Scot Class віз смолоскип по магістральній залізниці East Coast Main Line. Вогонь також провезли і по історичним залізницям, таким як Great Central Railway, North Yorkshire Moors Railway і Severn Valley Railway. З вузькоколійних залізниць смолоскип провезли Фестініогською залізницею і залізницею Cleethorpes Coast Light Railway. Вогонь переміщали за допомогою фунікулер ів Aberystwyth Cliff Railway, Іст-Хілл-Кліфф Рейлвей в Гастінгс е і Great Orme Tramway, а також за допомогою зубчастої Сноудонської гірської залізниці. Електричні трамваї в естафеті представляли Блекпульскій трамвай і трамвай острова Мен. Після того, як вогонь прибув до Лондона його провезли в лондонському метро між станціями Вімблдон і Вімблдон парк.
Використовуючи транспортні засоби смолоскипа провезли по порядку вісімдесяти відсоткам всього маршруту по Великій Британії в машині служби безпеки. Автопоїзд був використаний в Ті-Мамблс в Суонсі, а автобусі з відкритим верхом в Камбрії. Смолоскип перевозили на триколісні мотоколяски ТТ на острові Мен, на паралімпійському дорожньому велосипеді гоночною трасою Брендс-Хетч і на гірському велосипеді в Заміському парку Хадлі в Ессексі.
Коні використовувалися, коли смолоскип був провезений на скакових конях на Челтнемському і Честерського іподром ах. Він також був провезений на коні коб в містечку Аберайрон і на Дугласському кінному трамваї.
По повітрю смолоскип переміщувався, коли його спускали по канату (Zip-line) з верхньої частини мосту Тайн-Брідж в Гейтсхеді на поверхню річки і коли його піднімали за канатній дорозі на Heights of Abraham в Дербішир е. Також по повітрю над водою смолоскип переміщувався над річкою Тис за допомогою Middlesbrough Transporter Bridge.
Запланована церемонія перетину мосту Тамар була замінена перетином вогню в машині безпеки. Мартін Джі, мер міста Солташ, сказав: «Мені шкода, що не сталося дуже велика подія — це кінець Корнуолла, і ми повинні були святкувати, проводжаючи смолоскип в Англію». Смолоскип на мосту так і не взяв у руки бігун.

## Маршрут у Греції до від'їзду до Великої Британії
10 травня (День 1)

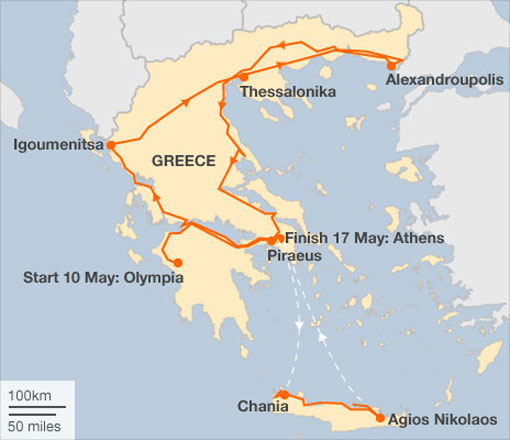
Естафета Олімпійського вогню в Греції

- Олімпія, Піргос, Амаліада (Еліда), Гастуні[en], Лекена[en], Коринф, Пірей

11 травня (День 2)
- Ханья (Крит), Ретімнон (Крит), Агіос Ніколаос[en] (Крит), Іракліон (Крит), Кастелорізо

12 травня (День 3)
- Пірей, Патри, Міст Ріо-Антіріо, Антіріо, Амфілохія[en], Превеза, Паргу, Ігуменіца, Яніна

13 травня (День 4)

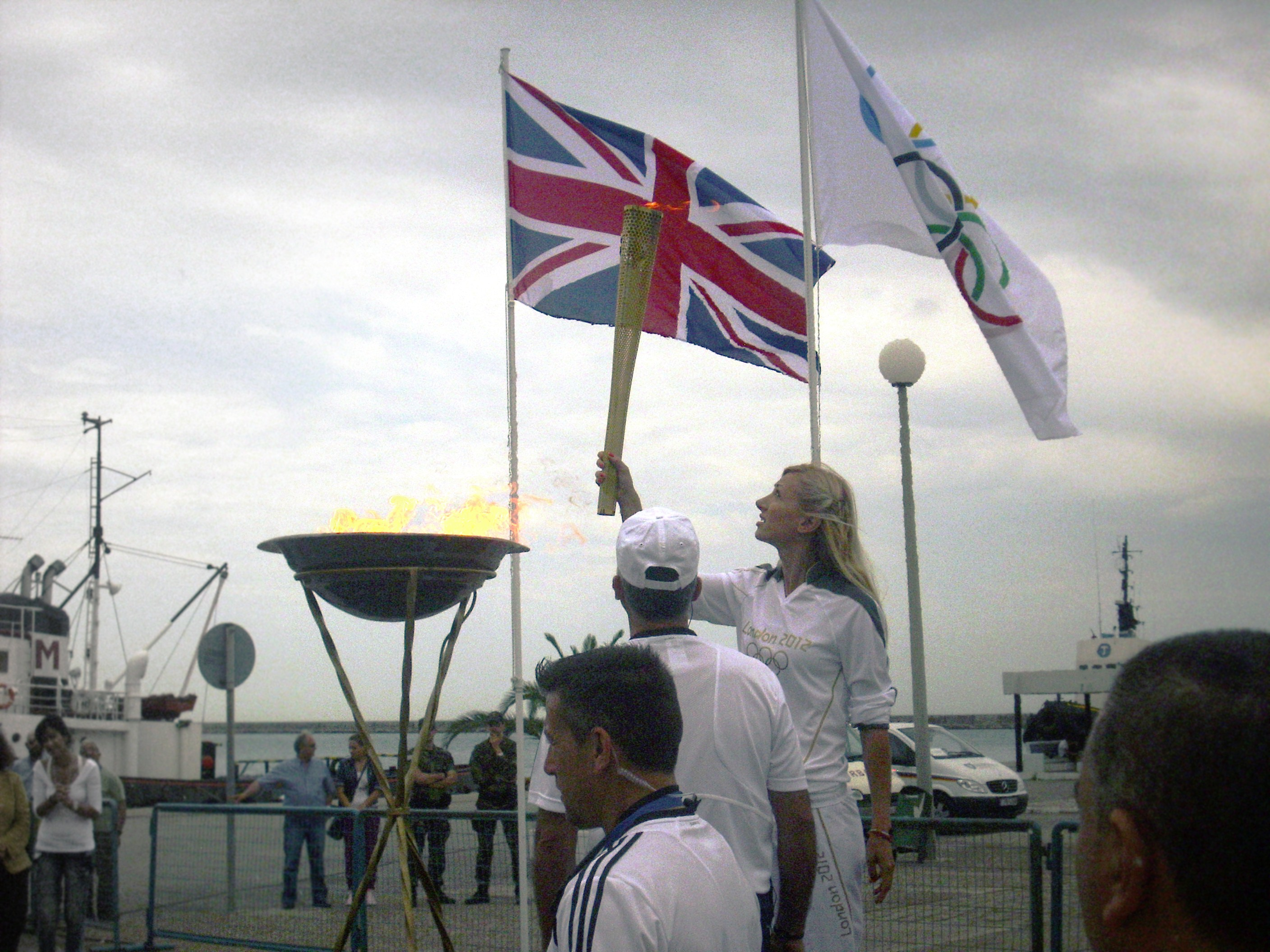
День 3:Церемонія в Патрах

- Яніна, Козані, Верія, Салоніки (Македонія), Кавала

14 травня (День 5)
- Кавала, Комотіні, межа Греції і Туреччини, Александруполіс, Ксанті, Драма

15 травня (День 6)
- Драма, Серре, Катеріні, Лариса, Волос, Ламія

16 травня (День 7)
- Ламія, Халкіда, Афіни, Афінський Акрополь

17 травня (День 8)
- Афіни, Панатінаїкос, Афіни

## Маршрут
| Дата | Карта |
| --- | --- |

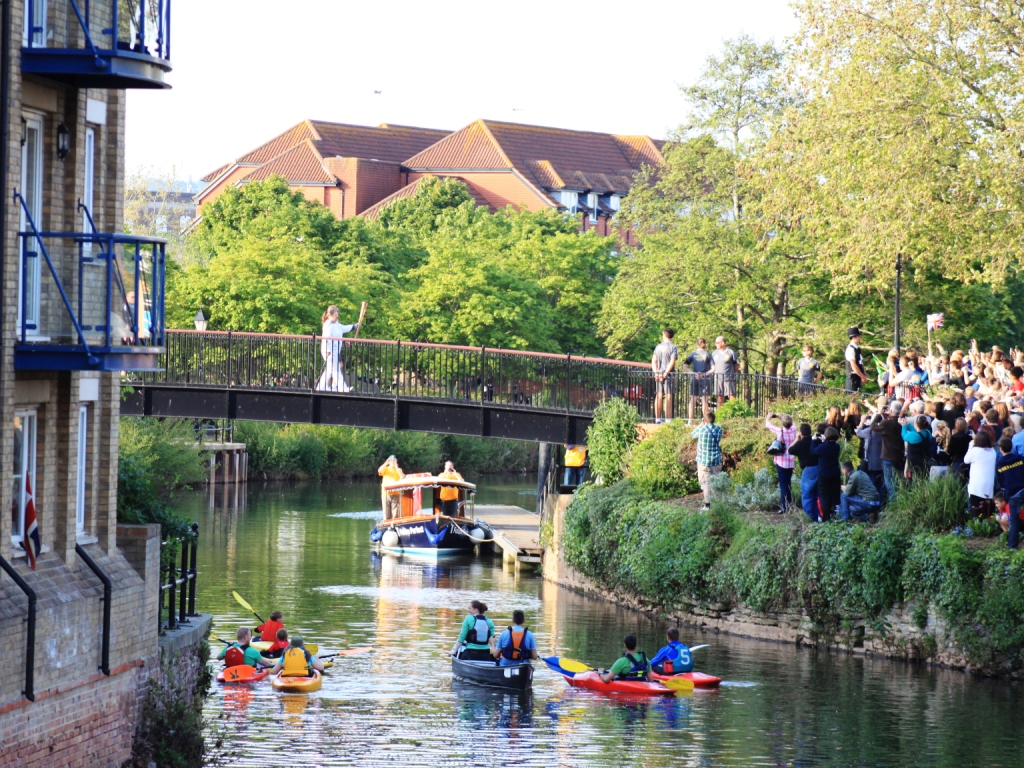
День 3 (21 травня): Олімпійський вогонь досяг округу Граунд в місті Тонтон

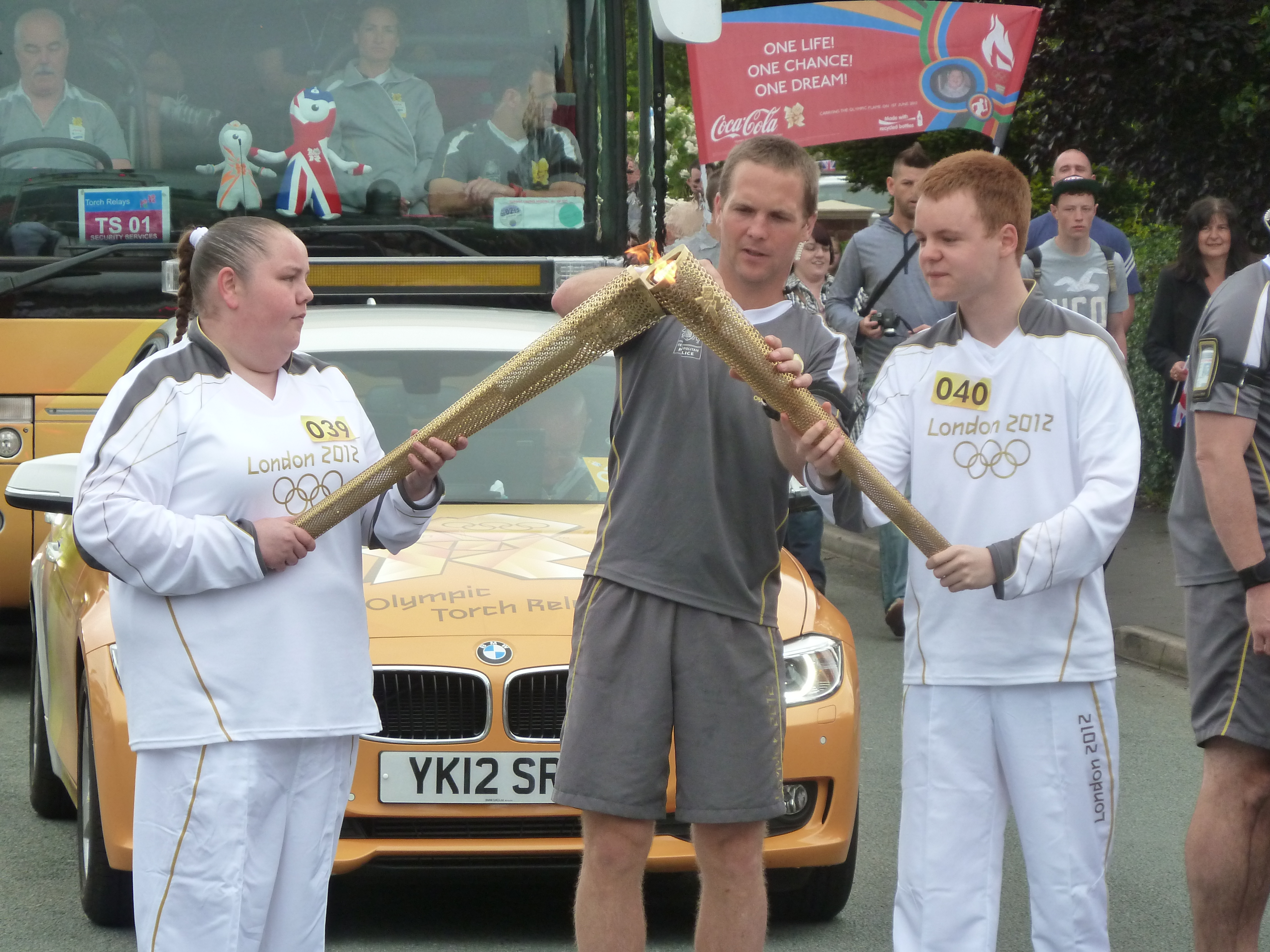
День 14:Полум'я ділять між двома смолоскипами., Ланкашир

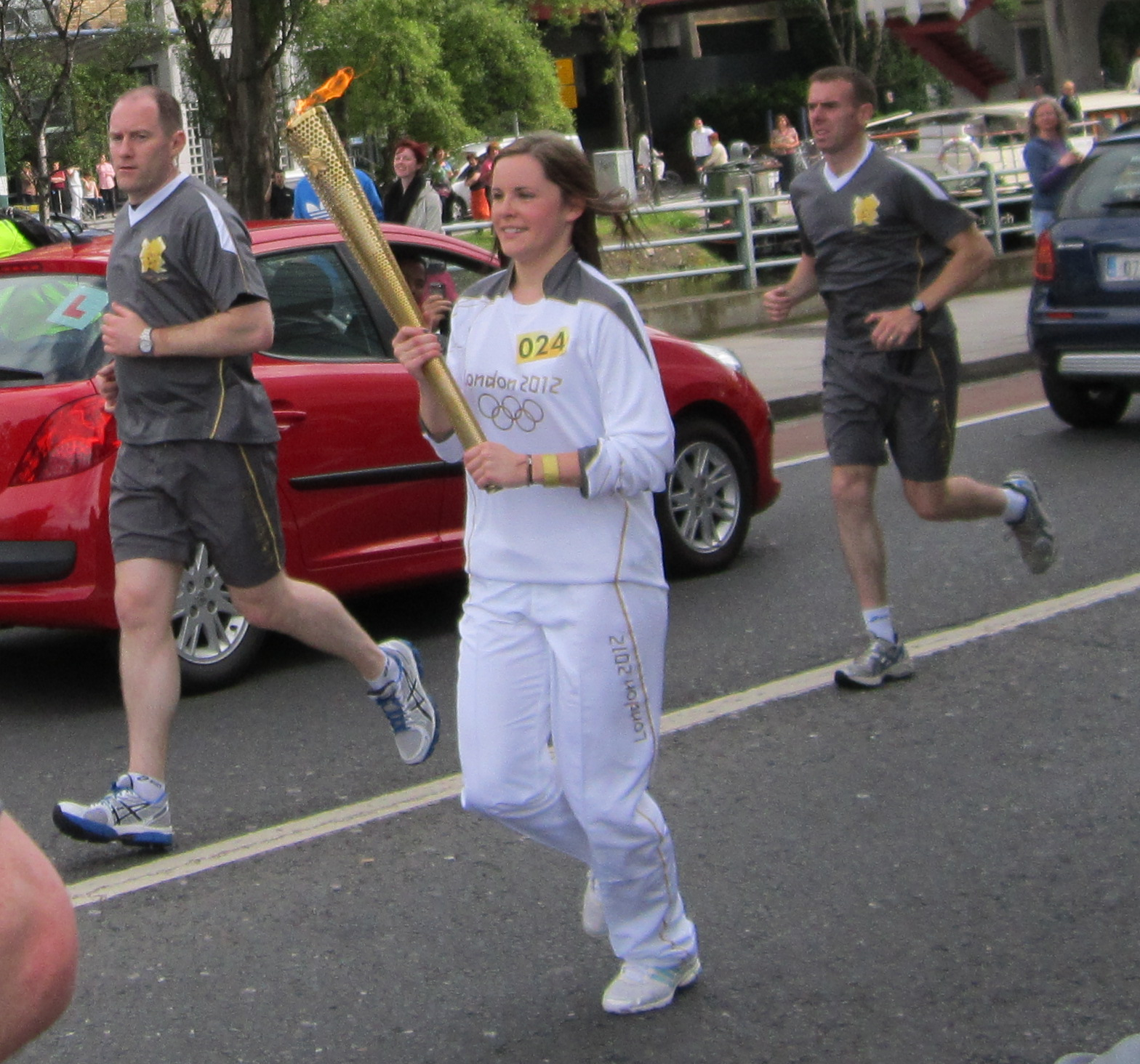
День 19:Полум'я в Дубліні, Ірландія.

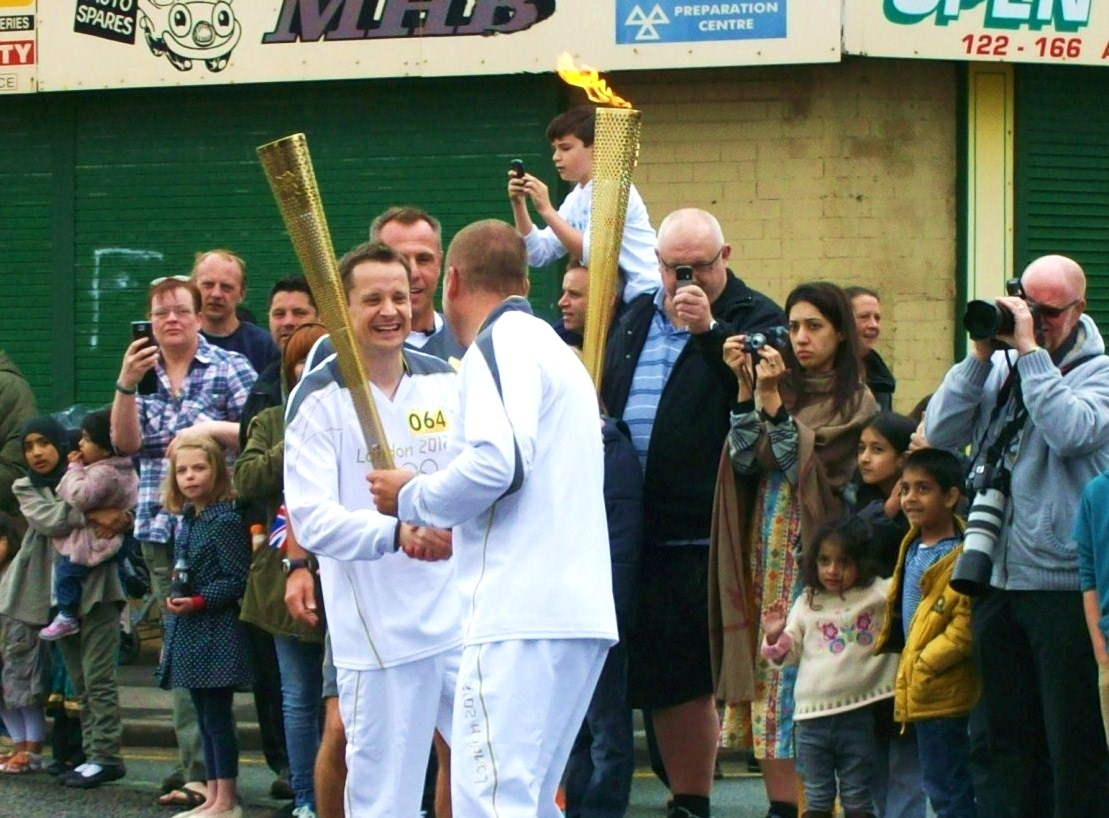
День 37:Передача вогню в Олдем е, Великий Манчестер

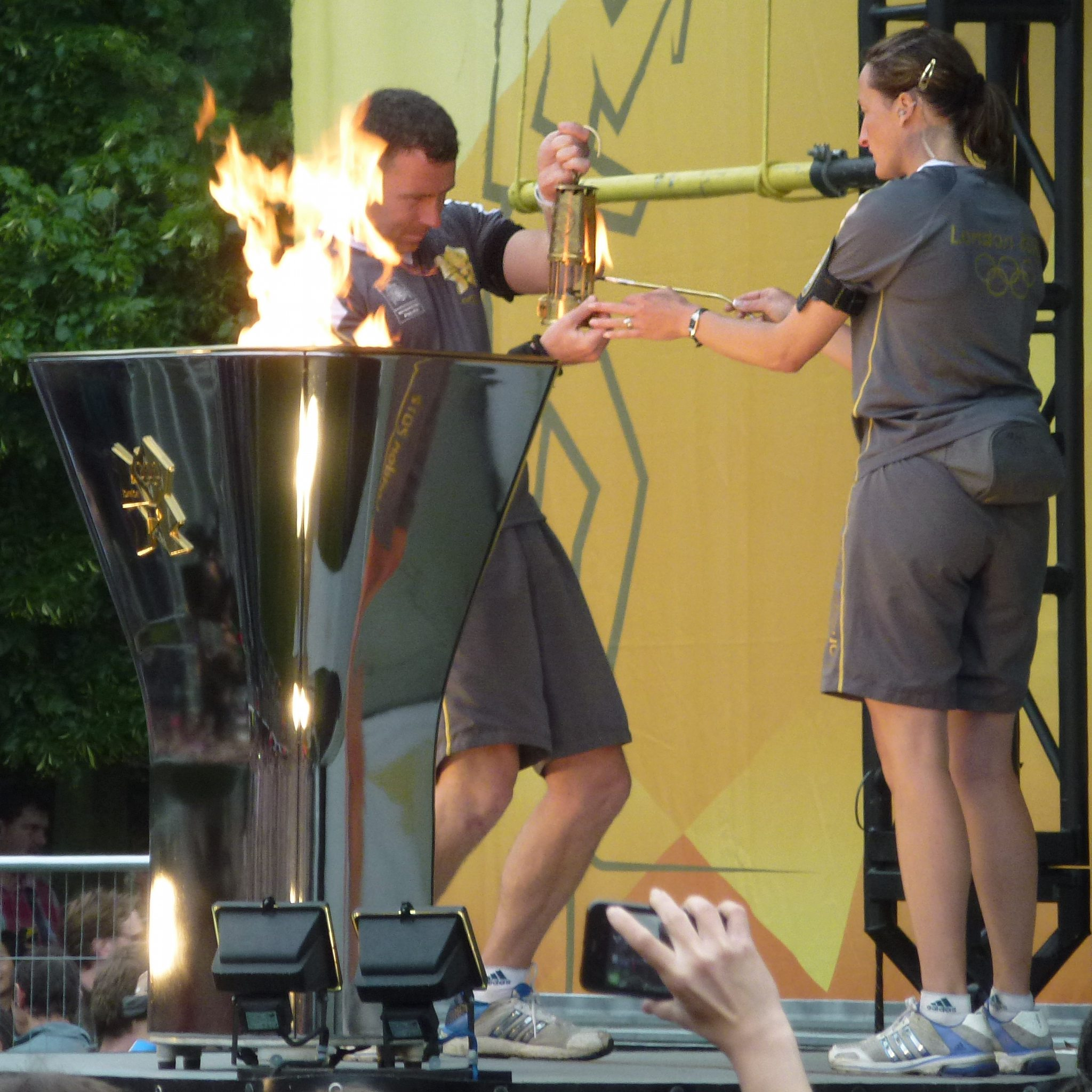
День 50:Олімпійський вогонь поміщається в лампу Деві в Кембридж е для безпечного зберігання вночі

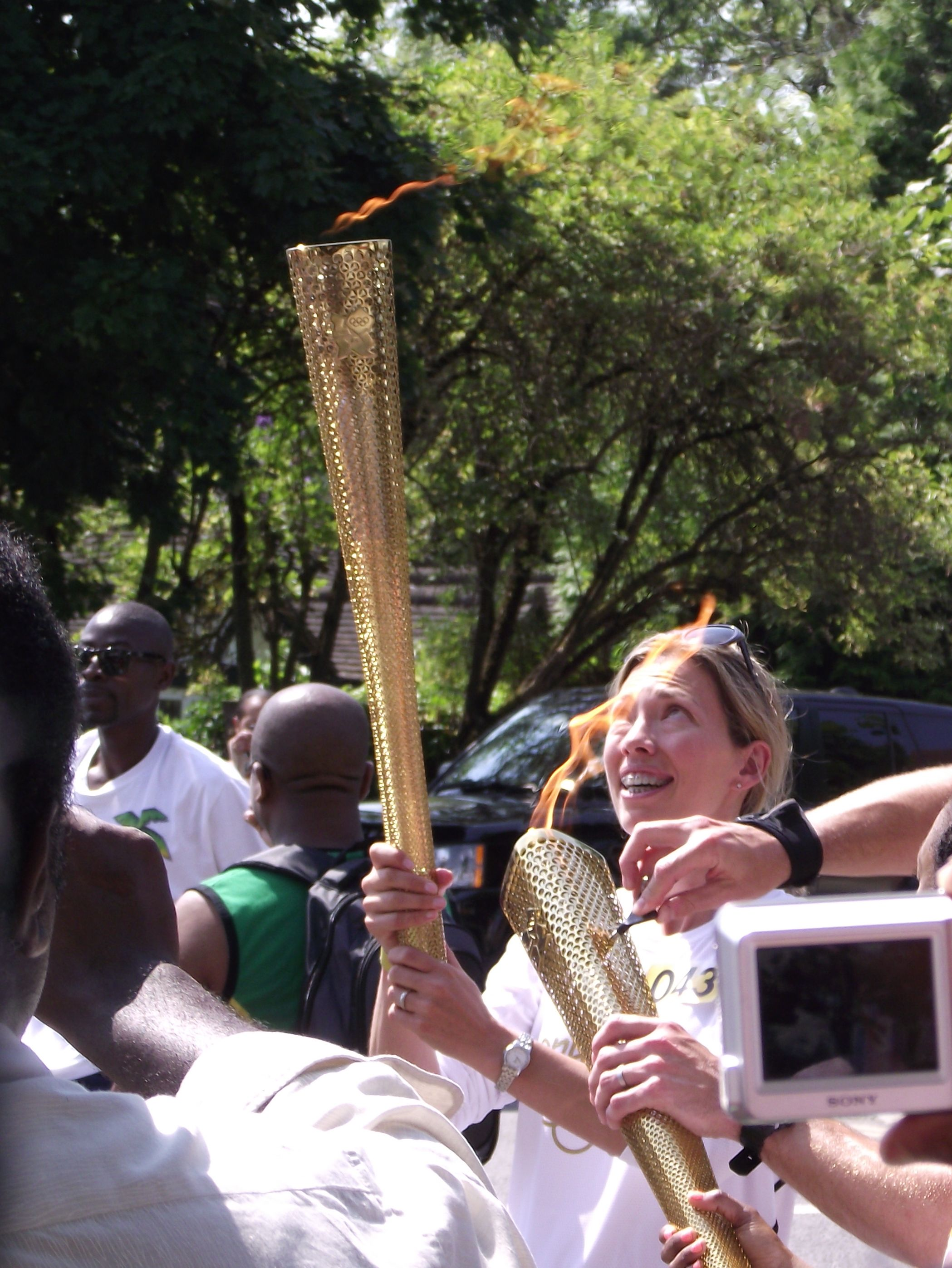
День 68:Смолоскип переданий золотий медалістці Солт-Лейк-Сіті Скотт, Беккі в Брент, Північно-Західний Лондон.

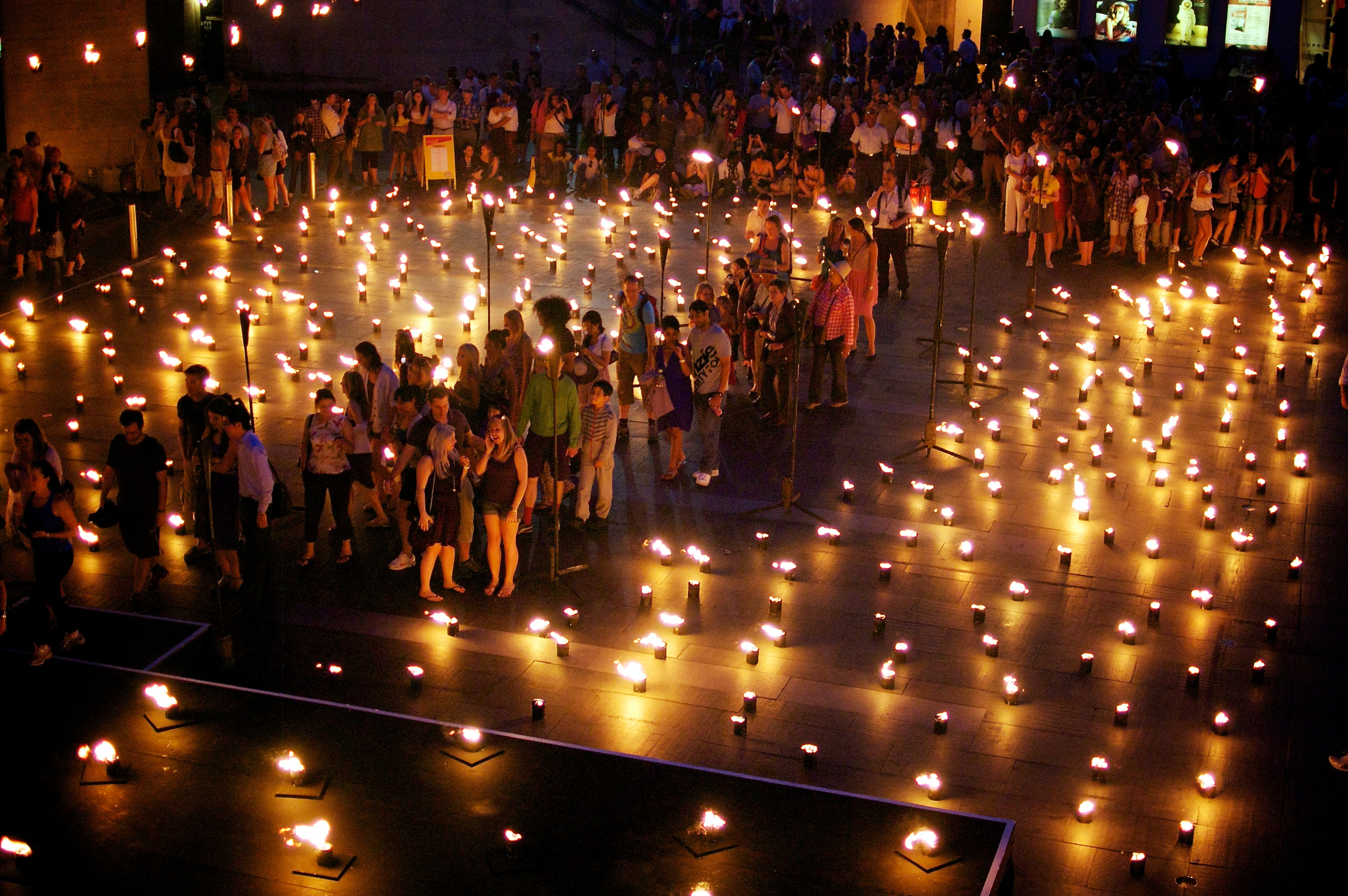
За тиждень до Олімпіади у в Лондоні створений «Fire Garden» (Сад Вогню) на честь естафети

| 19 травня (день 1):Лендс-Енд 19 травня (день 1):Плімут 20 травня (день 2):Ексетер 21 травня (день 3):Тонтон 22 травня (день 4):Бристоль і Бат 23 травня (день 5):Челтнем 24 травня (день 6):Херефорд 24 травня (день 6):Вустер 25 травня (день 7):Грейт-Молверн 25 травня (день 7): Вогонь приходить у Уельс через Монмутшір 25 травня (день 7):Кардіфф 26 травня (день 8):Суонсі 27 травня (день 9):Аберістуїте 28 травня (день 10):Бангор 29 травня (день 11):Честер 30 травня (день 12):Сток-он-Трент 31 травня (день 13):Болтон 1 червня (день 14):Ліверпуль 2 червня (день 15):Острів Мен                                                              | Лендс-Енд Плімут Ексетер Тонтон Бристоль Челтнем Вустер Грейт-Молверн Кардіфф Суонсі Аберістуїте Бангор Честер Сток-он-Трент Болтон Ліверпуль Острів Мен                                       |
| 3 червня (день 16):Портраш 4 червня (день 17):Деррі 5 червня (день 18):Ньюрі 6 червня (день 19):Дублін 6 червня (день 19):Белфаст 7 червня (день 20): Вогонь перетнув Північний протоку у Шотландію | Портраш Деррі Ньюрі Белфаст |
| 8 червня (день 21):Глазго 9 червня (день 22):Інвернесс 10 червня (день 23):Оркнейські острови; Шетландські острови 11 червня (день 24):Острів Льюїс; Абердин 12 червня (день 25):Данді 13 червня (день 26):Единбург | Глазго Інвернесс Оркнейські острови Шетландські острови Острів Льюїс Абердин Данді Единбург |
| 14 червня (день 27):Алнік 15 червня (день 28):Ньюкасл-апон-Тайн 16 червня (день 29):Дарем 17 червня (день 30):Мідлсбро 18 червня (день 31):Кінгстон-апон-Халл 19 червня (день 32):Йорк 20 червня (день 33):Карлайл 21 червня (день 34):Боунесс-он-Віндермір 22 червня (день 35):Блекпул 23 червня (день 36):Манчестер 24 червня (день 37):Лідс 25 червня (день 38):Шеффілд 26 червня (день 39):Кліторпс 27 червня (день 40):Лінкольн 28 червня (день 41):Ноттінгем 29 червня (день 42):Дербі 30 червня (день 43):Бірмінгем 1 липня (день 44):Ковентрі 2 липня (день 45):Регбі 2 липня (день 45):Лестер 3 липня (день 46):Пітерборо 4 липня (день 47):Норідж | Алнік Ньюкасл-апон-Тайн Дарем Кінгстон-апон-Халл Йорк Карлайл Боунесс-он-Віндермір Блекпул Манчестер Лідс Шеффілд Кліторпс Лінкольн Ноттінгем Дербі Бірмінгем Ковентрі Лестер Пітерборо Норідж |
| 5 липня (день 48):Іпсвіч 6 липня (день 49):Челмсфорд 7 липня (день 50):Кембридж 8 липня (день 51):Лутон 9 липня (день 52):Оксфорд 10 липня (день 53):Редінг 11 липня (день 54):Бейзінгсток 11 липня (день 54):Вінчестер 11 липня (день 54):Солсбері 12 липня (день 55):Веймут і Портленд 13 липня (день 56):Борнмут | Іпсвіч Челмсфорд Кембридж Лутон Оксфорд Редінг Солсбері Веймут і Портленд Бейзінгсток Вінчестер Борнмут                                                                                        |
| 14 липня (день 57):Саутгемптон 15 липня (день 58):Гернсі; Джерсі; Портсмут | Саутгемптон Гернсі Джерсі Портсмут |
| 16 липня (день 59):Портсмут 16 липня (день 59):Брайтон і Хоув 17 липня (день 60):Гастінгс 18 липня (день 61):Дувр 19 липня (день 62):Мейдстон 20 липня (день 63):Гілфорд | Портсмут Брайтон і Хоув Гастінгс Дувр Мейдстон Гілфорд |
| 21 липня (день 64):Волтем-Форест 22 липня (день 65):Бекслі 23 липня (день 66):Вандзверт 24 липня (день 67):Ілінг 25 липня (день 68):Херінг 26 липня (день 69):Вестмінстер 27 липня (день 70):Олімпійський стадіон | Район Лондона Волтем-Форест Бекслі Вандзверт Ілінг Херінг Вестмінстер Олімпійський стадіон |

## Кінець естафети
Естафета закінчилася церемонією відкриття літніх Олімпійських ігор 2012.
Смолоскип прибув на церемонію на борту катера, яким керував Девід Бекхем найстаршим каналом на річці Темза у Лондоні. Стів Редгрейв отримав вогонь від молодого футболіста Джейда Бейлі, смолоскипоносця на катері, і приніс його в Олімпійський стадіон. Редгрейв передав смолоскип групі з семи молодих спортсменів, щоб вони пронесли його по стадіону. Молоді спортивні надії Британії запалили від нього ще 6 смолоскипів і пройшли до центру стадіону, де запалили Олімпійський вогонь всіма сімома смолоскипами, який складався з 204 палаючих пелюсток Це було вперше після літніх Олімпійських іграх 1976, коли Олімпійський вогонь запалили молоді спортсмени; у 1976 році це зробили представник французької Канади та представник англійської Канади разом.